# Ficinia nigrescens
Ficinia nigrescens là loài thực vật có hoa trong họ Cói. Loài này được (Schrad.) J.Raynal mô tả khoa học đầu tiên năm 1974.